# POLR2G
 Субъединица RPB7 ДНК-управляемой РНК-полимеразы II  — фермент, кодируемый у человека геном  POLR2G .
Этот ген кодирует седьмую по величине субъединицу РНК-полимеразы II, полимеразы, ответственной за синтез РНК у эукариот. У дрожжей, объединение этой субъединицы с полимеразой при неоптимальных условиях роста указывает на то, что она может играть роль в регуляции функции полимеразы.

## Взаимодействия
POLR2G, как было выявлено, взаимодействует с TAF15, POLR2C, POLR2H и POLR2E.